# Mycle Schneider
Mycle Schneider (1959, Colonia) es un ambientalista, nacido en Alemania y afincado en París, y autor principal de The World Nuclear Industry Status Report (Informes del estado de la industria nuclear mundial). En 1997 recibió el Premio al Sustento Bien Ganado.

## Biografía
Mycle Schneider es consultor y también un activista antinuclear, que ha sido asesor de miembros del Parlamento Europeo sobre temas de energía por más de 20 años. Desde 1998 hasta 2003, Schneider asesoró sobre política de energía a la oficina del ministerio francés del medio ambiente y al ministro belga para la energía y el desarrollo sustentable. Desde el 2000 ha sido un consultor sobre temas nucleares para el ministerio alemán del medio ambiente. También ha desarrollado tareas de consultor para la Agencia Internacional de Energía Atómica.
Schneider es un miembro del Panel Internacional sobre Materiales Fisibles, y el grupo de no proliferación nuclear Grupo Independiente de Expertos Científicos (en inglés: Independent Group of Scientific Experts, IGSE), que está basado en la Universidad de Hamburgo.  Desde el año 2004 él ha supervisado una serie de charlas de Estrategias de Energía para el Programa de Ingeniería Ambiental y de Energía en la Ecole des Mines de Francia en Nantes.
Mycle Schneider fundó el grupo "ciencia del ciudadano" WISE-Paris en 1983 y lo dirigió hasta el año 2003.

## Premios
En el año 1997, junto con Jinzaburo Takagi, recibió el Premio al Sustento Bien Ganado “... por advertir al mundo acerca de los peligros sin igual que tiene el plutonio para la vida humana”.

## Publicaciones
Schneider ha escrito numerosas publicaciones sobre la seguridad, la proliferación y las tendencias económicas de la industria nuclear. Es coeditor del libro publicado en el año 2009 International Perspectives on Energy Policy and the Role of Nuclear Power (en castellano: Perspectivas Internacionales de la Política Nuclear y el rol de la Energía Nuclear). Su Informe del Estado Mundial en el 2009 de la Industria Nuclear fue publicado por el gobierno alemán. Schneider y Antony Froggatt escribieron el informe Systems for Change (en castellano: Sistemas para el Cambio) para la Fundación Heinrich Böll en el año 2010. También en el año 2010, Schneider escribió un capítulo en el libro Nuclear Power’s Global Expansion: Weighing Its Costs and Risks (en castellano: Expansión Global de la Energía Nuclear: Evaluando sus Costos y Riesgos). Él ha comentado extensivamente sobre las implicaciones de los accidentes nucleares japoneses del año 2011.